# Aleksander Chomątowski
Aleksander Chomątowski (ros. Александр Яковлевич Хоментовский, Aleksandr Jakowlewicz Chomientowski; ur. 1858, zm. 25 stycznia 1917) – rosyjski polityk narodowości polskiej, deputowany do I Dumy Państwowej Imperium Rosyjskiego. 
W 1906 roku został wybrany w wyborach na stanowisko deputowanego z guberni mohylewskiej jako jedyny Polak z tej guberni. Jego wybór w środowisku miejscowych Polaków został uznany za sukces.